# Grand Prix Formule 1 van Australië 1990
De Grand Prix Formule 1 van Australië 1990 werd gehouden op 4 november 1990 in Adelaide. Het was de 500ste race in het wereldkampioenschap Formule 1.

## Uitslag
| Positie | Nummer | Rijder             | Team                  | Ronden | Tijd/Opgave         | Startplaats | Punten |
| ------- | ------ | ------------------ | --------------------- | ------ | ------------------- | ----------- | ------ |
| 1       | 20     | Nelson Piquet      | Benetton-Ford         | 81     | 1:49:44.570         | 7           | 9      |
| 2       | 2      | Nigel Mansell      | Ferrari               | 81     | +3.129              | 3           | 6      |
| 3       | 1      | Alain Prost        | Ferrari               | 81     | +37.259             | 4           | 4      |
| 4       | 28     | Gerhard Berger     | McLaren-Honda         | 81     | +46.862             | 2           | 3      |
| 5       | 5      | Thierry Boutsen    | Williams-Renault      | 81     | +1:51.160           | 9           | 2      |
| 6       | 6      | Riccardo Patrese   | Williams-Renault      | 80     | +1 Ronde            | 6           | 1      |
| 7       | 19     | Roberto Moreno     | Benetton-Ford         | 80     | +1 Ronde            | 8           |        |
| 8       | 4      | Jean Alesi         | Tyrrell-Ford          | 80     | +1 Ronde            | 5           |        |
| 9       | 23     | Pierluigi Martini  | Minardi-Ford          | 79     | +2 Ronden           | 10          |        |
| 10      | 25     | Nicola Larini      | Ligier-Ford           | 79     | +2 Ronden           | 12          |        |
| 11      | 26     | Philippe Alliot    | Ligier-Ford           | 78     | +3 Ronden           | 19          |        |
| 12      | 8      | Stefano Modena     | Brabham-Judd          | 77     | +4 Ronden           | 17          |        |
| 13      | 14     | Olivier Grouillard | Osella-Ford           | 74     | +7 Ronden           | 22          |        |
| NF      | 21     | Emanuele Pirro     | Dallara-Ford          | 68     | Motor               | 21          |        |
| NF      | 27     | Ayrton Senna       | McLaren-Honda         | 61     | Spin                | 1           |        |
| NF      | 17     | Gabriele Tarquini  | AGS-Ford              | 58     | Motor               | 26          |        |
| NF      | 12     | Johnny Herbert     | Lotus-Lamborghini     | 57     | Koppeling           | 18          |        |
| NF      | 3      | Satoru Nakajima    | Tyrrell-Ford          | 53     | Spin                | 13          |        |
| NF      | 16     | Ivan Capelli       | Leyton House-Judd     | 46     | Gaspedaal           | 14          |        |
| NF      | 11     | Derek Warwick      | Lotus-Lamborghini     | 43     | Versnellingsbak     | 11          |        |
| NF      | 15     | Mauricio Gugelmin  | Leyton House-Judd     | 27     | Remmen              | 16          |        |
| NF      | 22     | Andrea de Cesaris  | Dallara-Ford          | 23     | Elektrisch probleem | 15          |        |
| NF      | 29     | Éric Bernard       | Larrousse-Lamborghini | 21     | Versnellingsbak     | 23          |        |
| NF      | 24     | Gianni Morbidelli  | Minardi-Ford          | 20     | Versnellingsbak     | 20          |        |
| NF      | 7      | David Brabham      | Brabham-Judd          | 18     | Spin                | 25          |        |
| NF      | 30     | Aguri Suzuki       | Larrousse-Lamborghini | 6      | Transmissie         | 24          |        |
| NQ      | 9      | Michele Alboreto   | Arrows-Ford           |        |                     |             |        |
| NQ      | 18     | Yannick Dalmas     | AGS-Ford              |        |                     |             |        |
| NQ      | 10     | Alex Caffi         | Arrows-Ford           |        |                     |             |        |
| NQ      | 31     | Bertrand Gachot    | Coloni-Ford           |        |                     |             |        |

## Wetenswaardigheden
- Raceleiders: Ayrton Senna (61 ronden, 1-61), Nelson Piquet (20 ronden, 62-81)
- Zoals gebruikelijk bij de laatste race van het seizoen was er nu ook weer een fotoshoot voor alle rijders en met een aantal ex-wereldkampioenen. Alain Prost was echter nog boos omwille van het incident in Japan en kwam niet opdagen.

## Statistieken
| Pole-position | Ayrton Senna  | McLaren-Honda | 1:15.671 |
| Snelste ronde | Nigel Mansell | Ferrari       | 1:18.203 |

## Noot
- Dit was de tweede wereldtitel voor Ayrton Senna. Hij was hiermee de tiende wereldkampioen met minstens twee titels. Het was tevens de zevende wereldtitel voor een Braziliaanse coureur.
- Dit was de vijfhonderdste officiële Formule 1-race die meetelde voor het wereldkampioenschap. In die vijfhonderd Grands Prix waren er een aantal records gevestigd:
  - Riccardo Patrese was de meest ervaren coureur met 208 races.
  - Ayrton Senna had 52 pole positions behaald. Ook was hij recordhouder met acht opeenvolgende pole positions.
  - Alain Prost had 34 snelste rondes, had 2.208 rondes als raceleider gereden, 44 Grand Prix-winsten, 89 podiumplaatsen en was in totaal 67 Grand Prix-weekeinden de leider van het kampioenschap geweest.
  - Jim Clark behield het record van 8 Grand Slams.
  - Juan Manuel Fangio was recordhouder met vijf wereldtitels. Tevens was hij de enige coureur met vier opeenvolgende wereldtitels.
  - Alberto Ascari had als enige het record in handen van zeven opeenvolgende snelste rondes én negen opeenvolgende Grand Prix-winsten. Hij deelde het record van negen opeenvolgende podiumplaatsen met Jim Clark, Niki Lauda en Nelson Piquet.
  - Niki Lauda behield nog steeds het record van 24 opeenvolgende Grand Prix-weekeinden als klassementsleider te eindigen.
  - Britse coureurs hadden gezamenlijk alle records in handen: 481 races gereden, 129 pole positions, 127 snelste rondes, 8.947 rondes als raceleider, 309 podiumplaatsen, 132 Grand Prix-winsten, 14 Grand Slams en 10 wereldkampioenschappen.

1949 · 1985 · 1986 · 1987 · 1988 · 1989 · 1990 · 1991 · 1992 · 1993 · 1994 · 1995 · 1996 · 1997 · 1998 · 1999 · 2000 · 2001 · 2002 · 2003 · 2004 · 2005 · 2006 · 2007 · 2008 · 2009 · 2010 · 2011 · 2012 · 2013 · 2014 · 2015 · 2016 · 2017 · 2018 · 2019 · 2020 · 2021 · 2022 · 2023 · 2024 · 2025